# کلید فاصله

نماد کلید فاصله

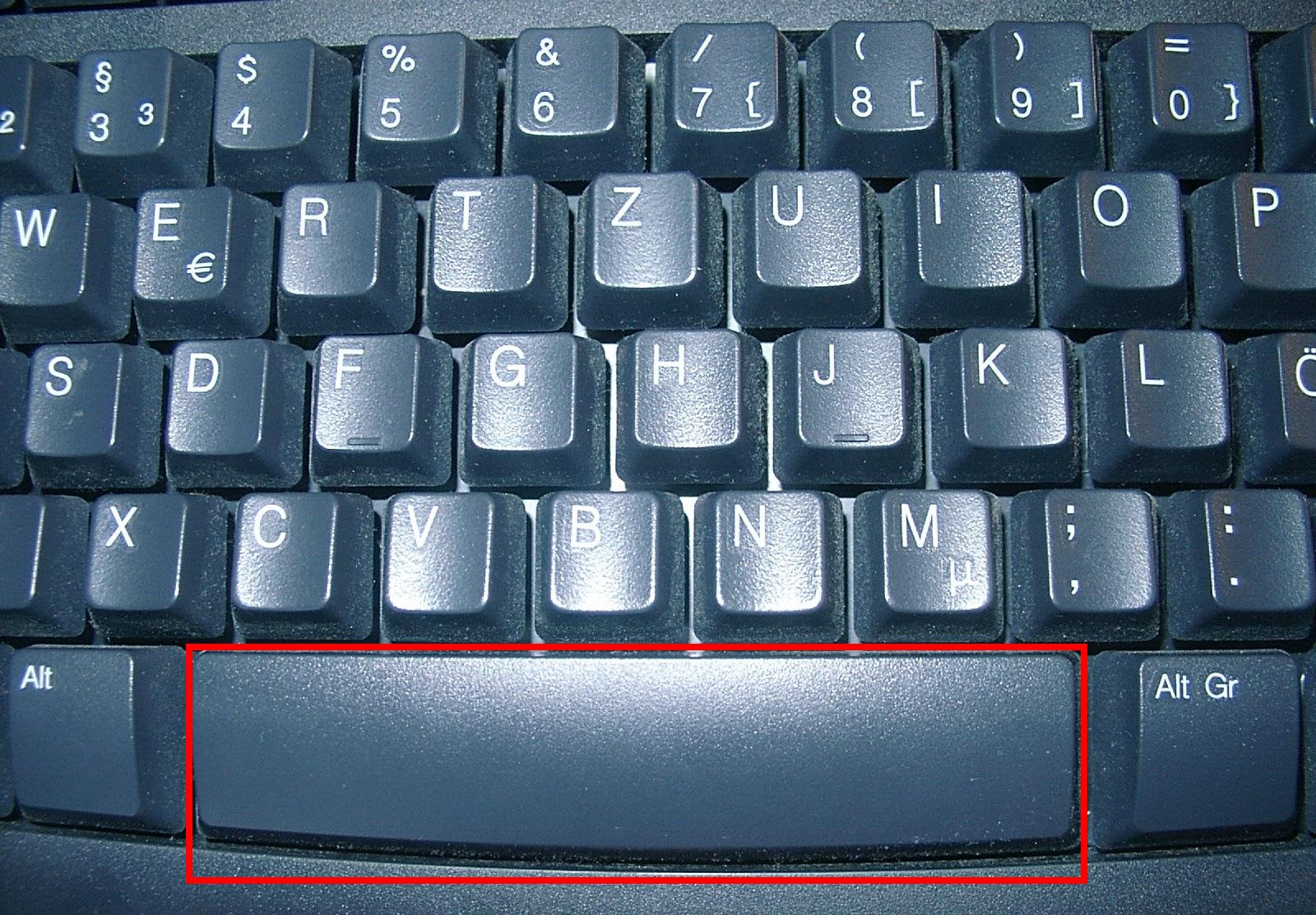
دکمه فاصله در پایین صفحه‌کلید قرار دارد

کلید فاصله، یا فاصله، یکی از کلیدهای صفحه‌کلید رایانه است که برای ثبت نویسه فاصله از آن استفاده می‌شود. کلید فاصله معمولاً بزرگتر از بقیه کلیدها بوده و کاربرد اصلی آن ایجاد فاصله بین واژه‌ها است. در صفحه‌کلیدهای معمولی کلید فاصله بزرگ طراحی شده تا انگشت شست هر دو دست قابلیت فشردن آن را داشته باشد.